# Messages (chanson)
Pour les articles homonymes, voir Messages (homonymie).

Messages est une chanson du groupe électro-pop britannique Orchestral Manoeuvres in the Dark tirée de l'album Orchestral Manoeuvres in the dark paru en 1980. Ce troisième single fait entrer le groupe dans le UK top 40 à la 13e place.
Enregistré le 2 mai 1980, il est produit par Mike Howlett. Le titre existe en différentes versions d'inégale durée, une version single (7"), une version super single (10") et une version album. Il existe une toute première version sur un tempo plus lent enregistrée le 20 aout 1979. La version instrumentale titrée taking sides again constitue la face B des singles. La musique se caractérise par un ostinato en croches sur un accord parfait majeur arpégé joué au synthétiseur, la bémol, do et mi bémol, joué inlassablement pendant tout le morceau. 